# Niemce (przystanek kolejowy)
Niemce – kolejowy przystanek osobowy we wsi Niemce, w powiecie lubelskim, w województwie lubelskim, położony w km 92,634 na linii kolejowej nr 30.

## Historia
Przystanek powstał w ramach remontu linii w latach 2011–2013. Od 2 kwietnia 2013 roku zatrzymują się tu pociągi PolRegio relacji Lubartów – Lublin, od 30 września 2013 roku Parczew Kolejowa – Lublin, a od 28 czerwca 2024 roku relacji Łuków – Lublin.

## Ruch pasażerski
Dobowa wymiana pasażerska oraz miejsce w rankingu ogólnopolskim:
| Rok  | Ilość pasażerów | Miejsce w Polsce |
| ---- | --------------- | ---------------- |
| 2017 | 10-19           | 1889             |
| 2018 | 10-19           | 1895             |
| 2019 | 20-49           | 1890             |
| 2020 | 10-19           | 2013             |
| 2021 | 10-19           | 2036             |
| 2022 | 20-49           | 2078             |
| 2023 | 20-49           | 2168             |
| 2024 |                 |                  |